# Voie express (Libreville)
La voie express est une rocade de Libreville au Gabon.

## Description
La voie express relie le nord de Libreville au sud par l'Est.
Elle est la principale voie d’accès à la capitale en partant d’Akanda et d’Owendo.
La voie express constitue également, le chemin le plus court pour atteindre l’aéroport international Léon-Mba depuis Owendo.